# Urubó
Urubó ist eine Landstadt im Departamento Santa Cruz im Tiefland des südamerikanischen Anden-Staates Bolivien.

## Lage im Nahraum
Urubó ist eine im Aufbau befindliche Stadt im Kanton Ayacucho im Landkreis (bolivianisch: Municipio) Porongo in der Provinz Andrés Ibáñez. Die Ortschaft liegt auf einer Höhe von 426 m am linken, westlichen Ufer des Río Piraí, direkt gegenüber der Metropole Santa Cruz de la Sierra.

## Geographie
Urubó weist ein semihumides schwülfeuchtes Tropenklima auf mit geringen Tages- und Nachtschwankungen der Temperaturen.
Der jährliche Niederschlag in der Region liegt bei etwa 1000 mm, die Jahresdurchschnittstemperatur bei etwa 24 °C (siehe Klimadiagramm Santa Cruz). Einer kurzen Trockenzeit in Juli und August mit Monatsniederschlägen von unter 50 mm steht eine ausgedehnte Feuchtezeit gegenüber, in der von November bis Februar die Monatswerte deutlich über 100 mm hinausgehen. Die monatlichen Durchschnittstemperaturen schwanken zwischen 20 °C im Juni und Juli und 26 °C von Oktober bis Dezember. 

## Verkehrsnetz
Urubó liegt in einer Entfernung von sieben Straßenkilometern westlich von Santa Cruz, der Hauptstadt des Departamentos.
Von Urubó aus führt eine Brücke über den hier 300 m breiten Río Piraí und erreicht nach zwei Kilometern den Außenring von Santa Cruz.

## Bevölkerung
Die Einwohnerzahl des Ortes ist in den vergangenen beiden Jahrzehnten auf fast das Vierfache angestiegen:
| Jahr | Einwohner | Quelle       |
| ---- | --------- | ------------ |
| 1992 | 653       | Volkszählung |
| 2001 | 1 298     | Volkszählung |
| 2012 | 2 543     | Volkszählung |
| 2024 |           | Volkszählung |

Aufgrund der seit den 1960er Jahren durch die Politik geförderten Zuwanderung indigener Bevölkerung aus dem Altiplano weist die Region einen gewissen Anteil an Quechua-Bevölkerung auf, im Municipio Porongo sprechen 13,0 Prozent der Bevölkerung die Quechua-Sprache.